# Igor Matanović
Igor Matanović (Hamburgo, Alemania, 31 de marzo de 2003) es un futbolista croata que juega de delantero en el S. C. Friburgo de la Bundesliga.

## Trayectoria
Jugó en el equipo juvenil del Harburger TB hasta 2010, cuando pasó a la cantera del F. C. St. Pauli. Debutó como profesional con el primer equipo del St. Pauli en la 2. Bundesliga el 27 de noviembre de 2020, entrando como suplente en el minuto 87 por Rico Benatelli contra el VfL Osnabrück. El partido en casa terminó con una derrota por 1-0.
El 30 de agosto de 2021 firmó un contrato de cinco años con el Eintracht Frankfurt; ese mismo día regresó al F. C. St. Pauli en calidad de cedido.
El 17 de agosto de 2023 se marchó cedido al Karlsruher S. C. de la 2. Bundesliga.

## Selección nacional
En abril de 2022 declaró su intención de representar a Croacia a nivel internacional.

## Estadísticas

### Clubes
Actualizado al último partido disputado el 21 de diciembre de 2024.
| Club                           | Div.          | Temporada     | Liga  | Liga  | Liga   | Copas nacionales | Copas nacionales | Copas nacionales | Copas internacionales | Copas internacionales | Copas internacionales | Total | Total | Total  |
| Club                           | Div.          | Temporada     | Part. | Goles | Asist. | Part.            | Goles            | Asist.           | Part.                 | Goles                 | Asist.                | Part. | Goles | Asist. |
| ------------------------------ | ------------- | ------------- | ----- | ----- | ------ | ---------------- | ---------------- | ---------------- | --------------------- | --------------------- | --------------------- | ----- | ----- | ------ |
| F. C. St. Pauli · Alemania     | 2.ª           | 2020-21       | 18    | 1     | 0      | 0                | 0                | 0                | ―                     | ―                     | ―                     | 18    | 1     | 0      |
| F. C. St. Pauli · Alemania     | 2.ª           | 2021-22       | 17    | 2     | 2      | 1                | 0                | 0                | ―                     | ―                     | ―                     | 18    | 2     | 2      |
| F. C. St. Pauli · Alemania     | 2.ª           | 2022-23       | 18    | 0     | 3      | 2                | 0                | 0                | ―                     | ―                     | ―                     | 20    | 0     | 3      |
| F. C. St. Pauli · Alemania     | Total club    | Total club    | 53    | 3     | 5      | 3                | 0                | 0                | 0                     | 0                     | 0                     | 56    | 3     | 5      |
| F. C. St. Pauli II · Alemania  | 4.ª           | 2021-22       | 2     | 0     | 0      | —                | —                | —                | ―                     | ―                     | ―                     | 2     | 0     | 0      |
| F. C. St. Pauli II · Alemania  | 4.ª           | 2022-23       | 1     | 0     | 0      | —                | —                | —                | ―                     | ―                     | ―                     | 1     | 0     | 0      |
| F. C. St. Pauli II · Alemania  | Total club    | Total club    | 3     | 0     | 0      | 0                | 0                | 0                | 0                     | 0                     | 0                     | 3     | 0     | 0      |
| Karlsruher S. C. · Alemania    | 2.ª           | 2023-24       | 32    | 14    | 5      | 0                | 0                | 0                | ―                     | ―                     | ―                     | 32    | 14    | 5      |
| Karlsruher S. C. · Alemania    | Total club    | Total club    | 32    | 14    | 5      | 0                | 0                | 0                | 0                     | 0                     | 0                     | 32    | 14    | 5      |
| Eintracht Fráncfort · Alemania | 1.ª           | 2024-25       | 13    | 1     | 0      | 2                | 1                | 0                | 5                     | 0                     | 1                     | 20    | 2     | 1      |
| Eintracht Fráncfort · Alemania | Total club    | Total club    | 13    | 1     | 0      | 2                | 1                | 0                | 5                     | 0                     | 1                     | 20    | 2     | 1      |
| Total carrera                  | Total carrera | Total carrera | 98    | 17    | 10     | 5                | 1                | 0                | 5                     | 0                     | 1                     | 108   | 18    | 11     |